# Dancing on the Ceiling (Lied)
Dancing on the Ceiling ist ein Lied von Lionel Richie, Carlos Rios und Michael Frenchik aus dem Jahr 1986, das zunächst von Richie interpretiert wurde. Produziert wurde die Originalversion von Richie in Zusammenarbeit mit James Anthony Carmichael.

## Geschichte
Dancing on the Ceiling wurde im Juni 1986 veröffentlicht. Das Lied ist 4:21 Minuten lang und wurde als zweite Single des gleichnamigen Albums ausgekoppelt. Auf der B-Seite befindet sich Love Will Find A Way.

## Musikvideo
Das Musikvideo wurde unter der Regie von Stanley Donen gedreht, der auch beim Film Königliche Hochzeit Regie führte. Teile des Videos entstanden dadurch frei nach dem Film. Die Komiker Rodney Dangerfield und Cheech Marin haben in dem Clip einen Cameo-Auftritt. Es gibt auch einen Bezug zum Film Das verflixte siebte Jahr, als im Video einer Frau der Rock bis über den Kopf hochgeweht wird. In der Handlung des Videos besucht Lionel Richie mit einigen Freunden eine Party. Sie feiern ausgelassen, laufen die Wände hoch und tanzen schließlich auf der Decke. Donen erzählte später, dass Richie sich schneller an den im Video genutzten, rotierenden Raum gewöhnte als der Schauspieler und Tänzer Fred Astaire im Film Königliche Hochzeit.

## Kommerzieller Erfolg

### Chartplatzierungen
In Norwegen wurde das Lied zum Nummer-eins-Hit, in Schweden erreichte es Platz drei, in der Schweiz Platz sechs, in Neuseeland Platz sieben und in den Niederlanden Platz acht.
| ChartsChartplatzierungen       | Höchstplatzierung | Wochen |
| ------------------------------ | ----------------- | ------ |
| Deutschland (GfK)              | 13 (13 Wo.)       | 13     |
| Österreich (Ö3)                | 22 (6 Wo.)        | 6      |
| Schweiz (IFPI)                 | 6 (10 Wo.)        | 10     |
| Vereinigte Staaten (Billboard) | 2 (17 Wo.)        | 17     |
| Vereinigtes Königreich (OCC)   | 7 (11 Wo.)        | 11     |

| ChartsJahrescharts (1986)      | Platzierung |
| ------------------------------ | ----------- |
| Vereinigte Staaten (Billboard) | 39          |

### Auszeichnungen für Musikverkäufe
| Land/Region                  | Auszeichnungen für Musikverkäufe (Land/Region, Auszeichnung, Verkäufe) | Verkäufe |
| ---------------------------- | ---------------------------------------------------------------------- | -------- |
| Dänemark (IFPI)              | Gold                                                                   | 45.000   |
| Kanada (MC)                  | Gold                                                                   | 50.000   |
| Vereinigtes Königreich (BPI) | Platin                                                                 | 600.000  |
| Insgesamt                    | 2× Gold · 1× Platin ·                                                  | 695.000  |

Hauptartikel: Lionel Richie/Auszeichnungen für Musikverkäufe

## Coverversionen
- 1989: Stevie Wonder
- 1996: Billy Ocean
- 1998: Richard Clayderman
- 1998: James Last
- 2004: The Pointer Sisters
- 2005: Hall & Oates
- 2005: La Toya Jackson